# 宽叶蓼
宽叶蓼（学名：Polygonum platyphyllum）为蓼科蓼属下的一个种。

## 扩展阅读
- 維基物種上的相關：宽叶蓼